# San Felipe de Uñas
San Felipe de Uñas es un consejo popular perteneciente al municipio Gibara, provincia Holguín, de la República de Cuba. Cuenta con una población de más de 8300 habitantes. Su principal rama económica es la agricultura. Está localizado aproximadamente a 15 kilómetros de la capital provincial. Las fiestas populares se celebran el mes de marzo cuando se cumple un aniversario más de su fundación. Es uno de los hatos más antiguos fundados en Holguín.

## ubicación geográfica
El Consejo Popular San Felipe de Uñas se encuentra ubicado en la parte sur del municipio de Gibara. Limita al norte con el Consejo Popular de Velasco 2, por el este con el de Floro Pérez, al sur con los consejos de Aguas Claras y San Andrés en el municipio Holguín y al oeste con Arroyo Seco. Cuenta con una extensión territorial de 72 km² y un total aproximado de 8300 habitantes. Con una densidad poblacional de 91 habitantes por km².

## Historia
San Felipe de Uñas nació como hato ganadero en el año 1600 producto a la división y amojonamiento del antiguo Hato de San Isidoro, perteneciendo Uñas, a la nieta del capitán García Holguín, Ana María López de Mejías Holguín, esposa del cordobés Juan del Corral Villamar. La denominación Uñas, según el historiador Diego de Ávila, 1865, proviene por hallarse en su territorio en mucha abundancia esta planta, así de arbusto como de bejuco. Para el lingüista Esteban Pichardo, la planta uña de gato, científicamente Bignonia unguiscate, es un bejuco de hojas ovales y el ápice en punta, verdes por encima, verdes-amarillas por debajo; el nervio común, que sostiene las dos hojas, termina en tres garfios o espinas corvas, vainas largas de dos pies casi sobre una pulgada de ancho. El 9 de enero de 1700, Luis del Corral, descendiente de Ana María y de Juan, le vendió la posesión a Diego de la Torre Hecheverría y Leyte Rodríguez. A su fallecimiento, la posesión se repartió entre sus hijos, correspondiéndole el sitio de Uñas, a Diego, José, Ana María, Justa y Luisa; los sitos de Guabasiabo, la Mula, Mano, Calderón y Velasco, a Manuel y Agustín, y el de Bocas, a Magdalena y Juana de la Torre Hechevarría Velásquez. El 7 de mayo de 1738, el hato y corral se reseñaló, recibió creces y se estimó en 10 000 pesos de posesión. Para 1760 su demarcación integró uno de los cuatro primeros partidos de la jurisdicción y a la creación en 1878 del municipio Holguín, se le instituyó como barrio, condición mantenida hasta 1963.
La fertilidad de sus tierras propició el desarrollo agrícola y ganadero en su demarcación, hecho mostrado en su sostenido crecimiento poblacional. En 1775 contabilizaba alrededor de 700 habitantes, en 1919 tenía 1560 habitantes y en 1943, 2126. Con la instauración de la República Neocolonial campesinos de la hacienda comunera de Uñas, tuvieron que enfrentar los intentos de los terratenientes y de las empresas norteamericanas cañeras en el territorio que intentaban arrebatarles sus tierras sustentados en la Orden N.º 62 del gobierno de ocupación yanqui. Para defender sus derechos los campesinos instituyeron la Asociación de Comuneros. La Ley de Reforma Agraria solucionaria finalmente el conflicto. El 6 de marzo de 1959 llegó a Holguín el ingeniero Héctor Goiricelaya López, Delgado Nacional del Ministro de Agricultura, con la tarea de estudiar el conflicto de San Felipe de Uñas, constituyendo una comisión que entre otros factores, integraba la Asociación de Comuneros, entonces presidida por Constantino Pupo y Orosmán Concepción, elegido representante de los campesinos. Con la firma de la Ley de Reforma Agraria el 17 de mayo de 1959, definitivamente los campesinos de Uñas, recibieron sus tierras. Otro hecho relacionado con la localidad fue el ataque a la presa de Uñas, la Cacoyugüín, que se desarrolló el 21 de octubre de 1958, por fuerzas de Eddy Suñol, convirtiéndose en la primera victoria de las fuerzas rebeldes en los llanos holguineros.

## Desarrollo Económico
Zona eminentemente agrícola, donde se encuentran ubicadas CPA, CCS, UBPC, huertos intensivos, granja estatal y una nave de acopio encargada de la recepción de todos los productos agrícolas de la región. Existen además bodegas y círculos sociales, un mercado artesanal, varias cafeterías y una panadería.

## Desarrollo Social

### Educación
El sector educacional en el consejo cuenta con múltiples escuelas primarias, la ESBU Héctor Batista Peña y con un preuniversitario llamado IPUEC Edilberto Fonseca Rodríguez.

### Salud
La Ministerio de Salud garantiza los servicios de salud en la zona. Pertenecen todos los consultorios de la región al Policlínico José Ávila Serrano donde existen consultas de la mayoría de las especialidades. En el Consejo Popular se cuenta con consultorios médicos ubicados en los diferentes barrios, funcionando uno de ellos como consultorio médico de urgencias que brindan servicios las 24 horas. Cuenta además con un Consultorio Ontológico en donde se realizan el atendimiento estomatológico. Funciona además 2 farmacias una ubicada en Uñas y la otra en Guabasiabo.

### Cultura
Existe un centro cultural comunitario con tres promotores culturales y dos instructores de arte. La localidad cuenta con bastante talento artístico representados por innumerables exponentes que han hecho gala de la riqueza en sus obras dejando un sinfín de obras de gran calidad, convirtiéndose en parte primordial del rescate y revitalización de las tradiciones e identidad cultural. Una muestra clara de ello lo es la artesana Blanca Rosa Chacón Rodríguez, defensora de la técnica de talla directa en madera, escultora popular de excelencia, con una rica trayectoria artística reconocida en todo el país.
- Datos: Q6118701